# Walter J. Kohler Jr.
Walter Jodok Kohler Jr., född 4 april 1904 i Sheboygan County i Wisconsin, död 21 mars 1976 i Sheboygan i Wisconsin, var en amerikansk republikansk politiker och affärsman. Han var guvernör i Wisconsin 1951-1957.
Kohler gick i skola i Phillips Academy i Andover, Massachusetts och studerade vid Yale University. Farfadern John Michael Kohler, en österrikisk invandrare, hade grundat företaget Kohler Company. Fadern Walter J. Kohler var familjeföretagets verkställande direktör och guvernör i Wisconsin. Den yngre Kohler följde i faderns fotspår, både genom sin karriär inom Kohler Company och som politiker.
Kohler besegrade demokraten Carl W. Thompson i guvernörsvalet 1950. Han omvaldes 1952 och 1954. Båda gångerna utmanades han av William Proxmire.
Senator Joseph McCarthy avled 1957 i ämbetet. Han efterträddes av Proxmire som slog Kohler i fyllnadsvalet.
Kohler är begravd på Woodland Cemetery i Sheboygan County. Sonen Terry Kohler förlorade guvernörsvalet 1982 mot demokraten Tony Earl.